# Sonnborn (Quartier)
Sonnborn ist ein heute zum Wuppertaler Stadtbezirk Elberfeld-West gehörendes Wohnquartier, es geht auf die ehemalige Gemeinde Sonnborn zurück.
Im 1,02 km² großen Wohnquartier Sonnborn leben rund 3800 Menschen.
Zu dem Wohnquartier zählt die Ortslagen Kirberg und Thurn. Die Wohnplätze Giebel und Möbeck wurden beim Bau des Sonnborner Kreuzes abgetragen.

## Bebauung
Das alte Fabrikgebäude der STOCKO Metallwarenfabriken an Kirchhofstraße ist schon vom Sonnborner Kreuz aus zu sehen. Dieses Werk wurde 1994 an die japanische Yoshida Kōgyō Kabushikigaisha (YKK) verkauft und firmiert seitdem als STOCKO Fasteners GmbH.
Unmittelbar am höchsten Punkt der Erhebung befinden sich zwei historische Wohnhäuser in der Kirchhofstraße, diese wurden von der Großen Flurstraße in Barmen hierher transloziert. Sie sind als Baudenkmal in der Denkmalliste der Stadt Wuppertal eingetragen.
Außerdem befinden sich der alte und der neue evangelische Friedhof an der Kirchhofstraße.
Neben der steilen Westflanke der Erhebung, die sich nicht für eine Bebauung eignet, ist die obere Bergkuppe zum großen Teil bewaldet und ein Imker hat Bienenstöcke auf einer kleinen Lichtung aufgestellt. An der höchsten Stelle der Erhebung, ist der Burgstall der Wallburg in Sonnborn.

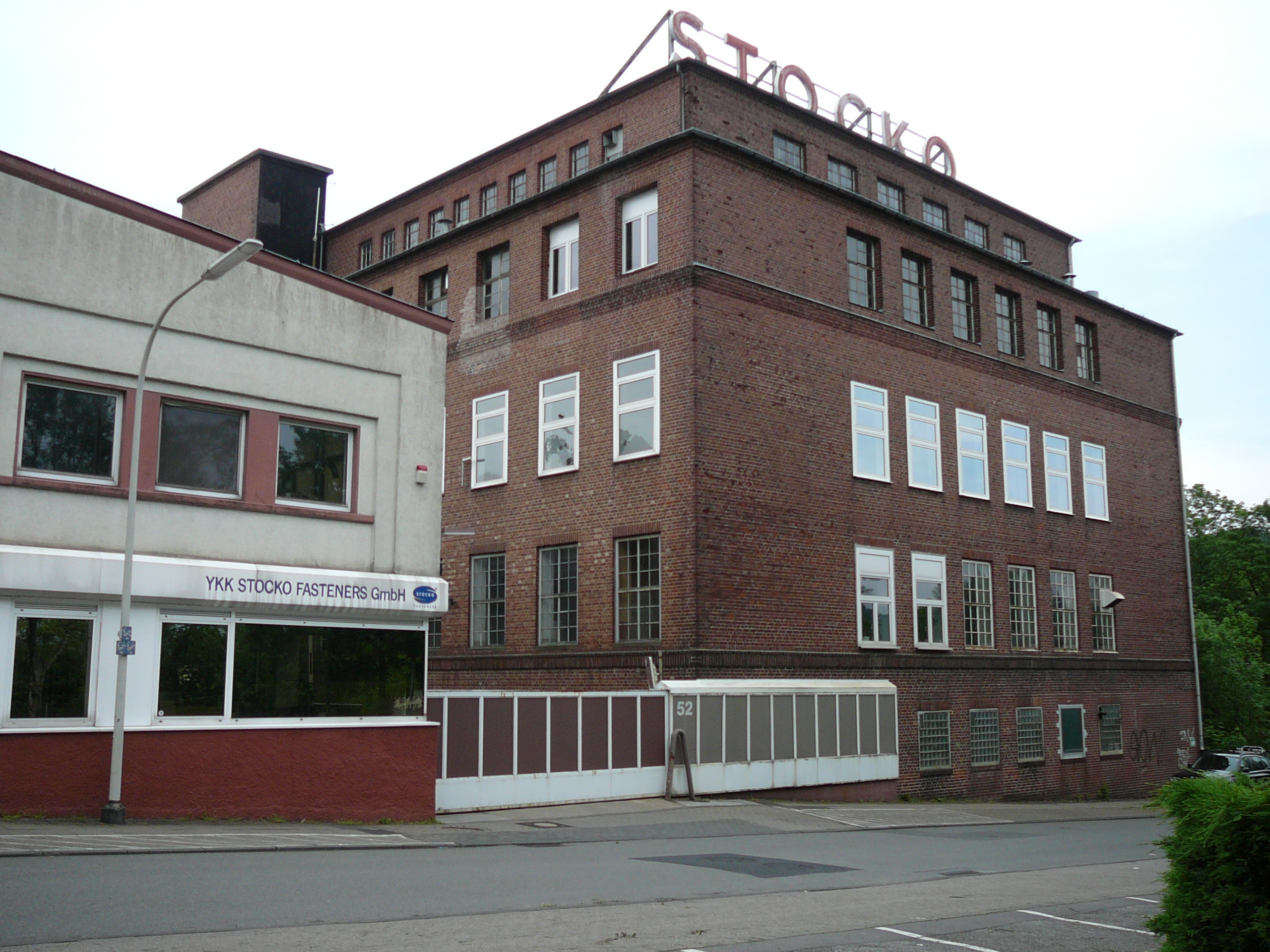
Das Stocko-Gebäude an der Kirchhofstraße
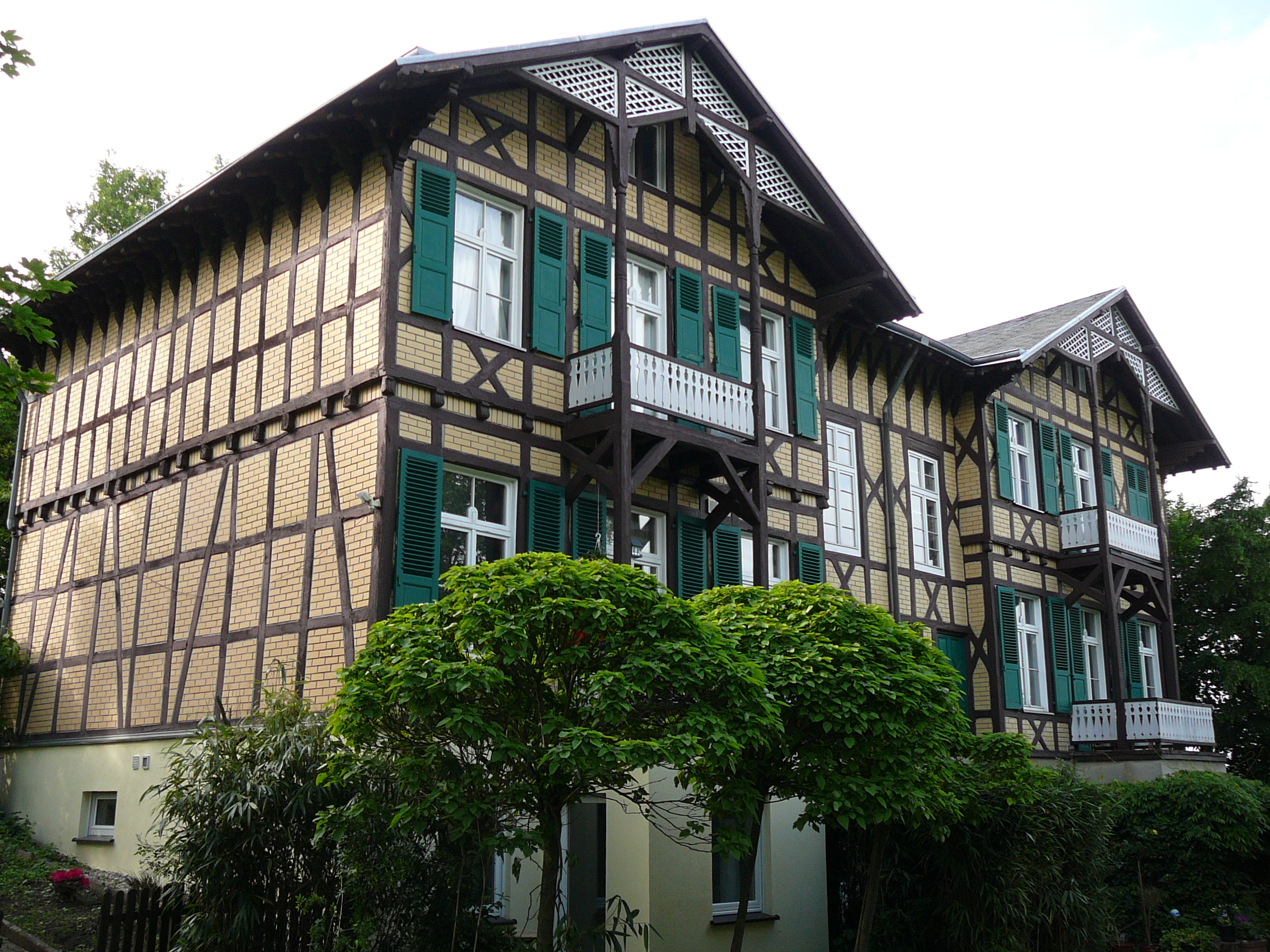
Translozierte Häuser an der Kirchhofstraße

## Verkehr

### Nahverkehr
Sonnborn liegt auf der Talachse Wuppertals. Von Vohwinkel aus gesehen ist die Station Sonnborner Straße die vierte der Schwebebahn. Seit 1878 existiert der Haltepunkt Wuppertal-Sonnborn an der Bahnstrecke Düsseldorf–Elberfeld, der seit 1988 ein reiner S-Bahn-Haltepunkt ist und von dem aus andere Stadtteile Wuppertals sowie die Städte Essen, Düsseldorf, Mönchengladbach und Hagen zu erreichen sind. Der Haltepunkt Wuppertal-Sonnborn wird von den Linien S 8 und S 9 der S-Bahn Rhein-Ruhr bedient.

### Straßenverkehr
Bemerkenswert an der Lage Sonnborns ist die Tatsache, dass das Autobahnkreuz Sonnborner Kreuz in den späten 1960er Jahren mitten in den Ortskern gebaut wurde. Für dieses Vorhaben ist fast die Hälfte Sonnborns gerodet und zahlreiche, teils historische Gebäude abgerissen worden, darunter sogar die alte katholische Kirche, die an anderer Stelle im Stil der 1970er wiedererrichtet wurde. Heute kreuzen sich dort die Bundesautobahn 46 mit der A 535, Landesstraße 418 und Landesstraße 74. Nach der Fertigstellung des Autobahnkreuzes in Sonnborn 1974 wurde dieses als größtes und modernstes Autobahnkreuz in Europa gefeiert.